# Bayadera bidentata
Bayadera bidentata är en trollsländeart som beskrevs av James George Needham 1930. Bayadera bidentata ingår i släktet Bayadera och familjen Euphaeidae. IUCN kategoriserar arten globalt som livskraftig. Inga underarter finns listade i Catalogue of Life.